# 16 Biggest Hits (álbum de John Denver)
16 Biggest Hits es un álbum de grandes éxitos del cantante estadounidense John Denver, lanzado por el sello Legacy Recordings el 5 de septiembre de 2006. James Christopher Monger de Allmusic le dio tres estrellas de cinco y opinó que «hay suficiente para recomendar si se convierte en un resultado de caridad».

## Lista de canciones
1. «Annie's Song» (John Denver) – 3:03
2. «Back Home Again» (Denver) – 4:47
3. «Baby, You Look Good to Me Tonight» (Bill Danoff) – 2:50
4. «Sunshine on My Shoulders» (Denver, Dick Kniss, Mike Taylor) – 5:15
5. «Sweet Surrender» (Denver) – 5:31
6. «Take Me Home, Country Roads» (Taffy Nivert, Danoff, Denver) – 3:12
7. «Rocky Mountain High» (Denver, Taylor) – 4:46
8. «I'm Sorry» (Denver) – 3:34
9. «Fly Away» (Denver) – 4:12
10. «Dreamland Express» (Denver) – 4:08
11. «How Can I Leave You Again» (Denver) – 3:12
12. «Looking for Space» (Denver) – 4:01
13. «Thank God I'm a Country Boy» (John Sommers) – 3:12
14. «Leaving on a Jet Plane» (Denver) – 3:40
15. «Wild Montana Skies» (Denver) – 4:06
  - Dueto con Emmylou Harris
16. «Some Days Are Diamonds (Some Days Are Stone)» (Dick Feller) – 4:01
  - Dueto with Emmylou Harris

- Fuente:[1][2]

## Posicionamiento en lista
| Lista (2006–2007)                           | Posición |
| ------------------------------------------- | -------- |
| Estados Unidos Billboard Top Country Albums | 61       |